# Rayleigh-Plesset方程式

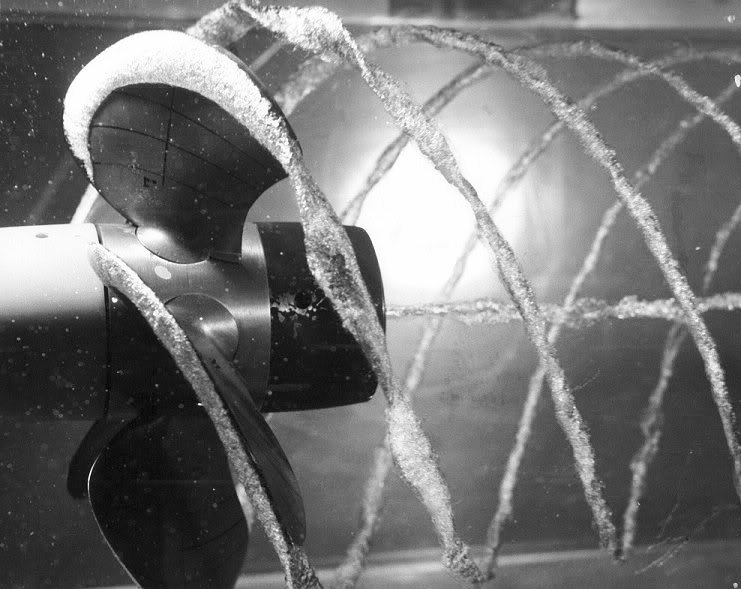
Rayleigh–Plesset方程式经常应用于研究空穴现象中的气泡, 照片显示的是运动中的螺旋桨产生的气泡

在流体力学中，Rayleigh–Plesset方程 是一个用来描述在无限体积的液体中球型气泡的动力学特征的常微分方程。 它以瑞利男爵（John Strutt, 3rd Baron Rayleigh）和 Milton S. Plesset命名。
它通常被写作
{\displaystyle {\frac {P_{B}(t)-P_{\infty }(t)}{\rho _{L}}}=R{\frac {d^{2}R}{dt^{2}}}+{\frac {3}{2}}\left({\frac {dR}{dt}}\right)^{2}+{\frac {4\nu _{L}}{R}}{\frac {dR}{dt}}+{\frac {2S}{\rho _{L}R}}}
其中
{\displaystyle P_{B}(t)} 为气泡内压强, 假设压强均匀一致不随空间变化
{\displaystyle P_{\infty }(t)} 为距气泡无限远的气泡外的压强
{\displaystyle \rho _{L}} 为周围液体的密度，假设为常量且不变化
{\displaystyle R(t)} 为气泡的半径
{\displaystyle \nu _{L}} 为周围液体的运动黏度，假设为常量且不变化
{\displaystyle S} 为气泡的表面张力
若 {\displaystyle P_{B}(t)} 已知并且 {\displaystyle P_{\infty }(t)} 的值被给出, Rayleigh–Plesset方程可以用作解决随时间变化的气泡半径的长度 {\displaystyle R(t)}.
Rayleigh–Plesset方程是由纳维-斯托克斯方程推导出来的，假设其球对称性成立。

## 歷史
這個方程最早是由 W. H. Besant 在 1859 年推倒出來的。一個沒有作用力的均勻不可壓縮流體處於靜止狀態,忽略表面張力和黏性，而流體間突然產生一球型氣泡。距離氣泡中心無限遠的壓力應該保持不變。考慮到氣泡內的壓力變化, Besant 預測填充空腔所需的時間。
{\displaystyle {\begin{aligned}t&=a\left({\frac {6\rho }{p_{\infty }}}\right)^{1/2}\int _{0}^{1}{\frac {z^{4}\,dz}{\sqrt {1-z^{6}}}}\\&=a\left({\frac {\pi \rho }{6p_{\infty }}}\right)^{1/2}{\frac {\Gamma (5/6)}{\Gamma (4/3)}}\\&\approx 0.91468a\left({\frac {\rho }{p_{\infty }}}\right)^{1/2}\end{aligned}}}
約翰·斯特拉特(第三代瑞利男爵)於 1917 從能量平衡得出了方程式。瑞利也意識到，隨著半徑的減小，氣泡內壓力為定值的假設是錯誤的，使用波義耳定律指出，如果氣泡的體積減小了一半，壓力會增加一倍，氣泡邊界附近的壓力將大於環境壓力。1949 年，Milton S. Plesset 第一次應用於氣泡現象。